# Willy Suter
Pour les articles homonymes, voir Suter.
Willy Suter, né le 3 juillet 1918 à Bâle et mort le 19 mars 2002 à Genève, est un peintre suisse.

## Biographie
De 1939 à 1941 il étudie à la Kunstgewerbeschule de Zurich avec Ernst Gubler. En 1942 il est l'élève
d'Alexandre Blanchet à l'école des beaux-arts de Genève. Tout jeune artiste il devient membre du Kunstlergruppe de Winterthour, de la société des peintres, sculpteurs section de Genève en 1946 et du groupe des Corps Saint de Genève en 1948. Ses premiers amis sont les peintres Rollier et Alberto Giacometti.

## Grandes expositions
- 1942 : Galerie Georges Moos à Genève
- 1943 : Orelle Fussli à Zurich
- 1963 : La Premio del Florino à Florence
- 1968 : Rétrospective au Musée Rath de Genève
- 1992 : Galerie West à Berne

## Collections
- Ses œuvres sont présentées dans les collections des musées de Genève, Aarau, Winterthur, Saint-Gall et Thoune.